# Franco Paludetti
Franco Erminio Adolfo Paludetti noto semplicemente come Franco Paludetti o con lo pseudonimo di Palù (Milano, 5 ottobre 1924 – Milano, 8 marzo 2008) è stato un fumettista e illustratore italiano.

## Biografia
Esordì realizzando illustrazioni per libri scolastici e, nella seconda metà degli anni quaranta, iniziò a realizzare fumetti pubblicati dall'editore Tristano Torelli, esordendo realizzando le copertine della serie a strisce Sciuscià, e poi realizzandone altre come Mariella (1945/1946), Carnera, Silver Jack (1947/1948), Albi Salgari (1949/1952), Jerry James e Fiamme sul Messico (1957) e Cingolo Bill (1958); collabora anche con altri editori a varie testate di diverso genere come I ragazzi di Brooklin e La vispa Teresa. Alla fine degli anni cinquanta inizia a collaborare con editori francesi e inglesi, utilizzando anche lo pseudonimo Palù; con lo studio di Rinaldo Dami collabora dal 1959 al 1962 alla realizzazione di numerose serie di genere bellico pubblicate in Gran Bretagna dalla Amalgamated Press e dalla Fleetway. Si dedica anche all'animazione collaborando con lo studio Gamma Film dei fratelli Roberto Gavioli e Gino Gavioli. Negli anni sessanta realizza anche storie per le serie antologica Il nuovo sceriffo e Albo grandi avventure e una trentina di storie della serie Kolosso; nello stesso periodo collabora con l'editore francese Lug, realizzando albi delle serie Utopia, Roland Kondor, X 101 e Sadko. A metà degli anni sessanta collabora anche alla realizzazione della serie Kolosso. Nel 1972 iniziò una lunga collaborazione con l'editore Astorina come disegnatore della serie nera Diabolik fino al 2007 spesso in collaborazione con altri disegnatori come Glauco Coretti, Brenno Fiumali e Sergio Zaniboni.
Morì a Milano nel 2008. È sepolto al cimitero di Chiaravalle.